# Antonio Lazzari (geologo)
Antonio Lazzari (Castro, 5 agosto 1905 – Napoli, 20 luglio 1979) è stato un geologo italiano.
È stato membro dell'Accademia Pontaniana, della Società geologica italiana e della Società dei Naturalisti in Napoli.
Allievo di Giuseppe De Lorenzo, dopo una carriera alla direzione dell'Agip e una esperienza in Albania, preferisce insegnare Geologia e poi Geografia Fisica all'Università di Napoli, eseguendo varie rilievi geologici come consulente dello stesso Agip. Ad A. L. è dedicato in Castro, sua città natale, il Museo Civico Archeologico.